# Кафявозъбкови
Кафявозъбкови (Soricinae) е подсемейство дребни бозайници от семейство Земеровкови (Soricidae). Името си дължи на червенокафявия цвят на зъбите. Разпространено е в умерените зони на Азия, Европа и Северна Америка. В България се срещат 4 вида, като най-разпространена е обикновената кафявозъбка (Sorex araneus).
Сравнени с подсемейство Белозъбкови (Crocidurinae), кафявозъбките са адаптирани за по-хладен климат. Те имат по-интензивен метаболизъм, което ограничава разпространението им към по-топлите субтропични области, където организмът им се прегрява и се нарушава водният им баланс. Повечето видове живеят поединично, като отделните индивиди разполагат със собствена територия.

## Родове
Подсемейство Soricinae – Кафявозъбкови
Триб Anourosoricini
Anourosorex
Триб Blarinellini
Blarinella
Триб Blarinini
Blarina
Cryptotis
Триб Nectogalini
Chimarrogale
Chodsigoa
Episoriculus
Nectogale – Елегантна водна земеровка
Neomys – Водни земеровки
Nesiotites
Soriculus
Триб Notiosoricini
Megasorex
Notiosorex
Триб Soricini
Sorex – Кафявозъбки